# Bruce A. Young
Bruce A. Young (* 22. dubna 1956) je americký televizní a filmový herec, známý zejména z domácího sci-fi seriálu Ochránce. Zahrál si však také v seriálech Chirurgové a Útěk z vězení. Z filmových rolí stojí za zmínku zejména Jurský park 3 a Základní instinkt.